# Município de Bronson (condado de Huron, Ohio)
Localização do Ohio nos E.U.A.
O município de Bronson (em inglês: Bronson Township) é um local localizado no condado de Huron no estado estadounidense de Ohio. No ano 2010 tinha uma população de 1973 habitantes e uma densidade populacional de 29,03 pessoas por km².

## Geografia
O município de Bronson encontra-se localizado nas coordenadas 41° 10′ 28″ N, 82° 36′ 04″ O. Segundo a Departamento do Censo dos Estados Unidos, o município tem uma superfície total de 67.97 km², da qual 67.75 km² correspondem a terra firme e (0.32%) 0.22 km² é água.

## Demografia
Segundo o censo de 2010, tinha 1973 pessoas residindo no município de Bronson. A densidade de população era de 29,03 hab./km².